# Піт Таунсенд
Пітер Денніс Блендфорд "Піт" Таунсенд (нар. 19 травня 1945, Лондон, Англія) — британський музикант, співак і автор пісень, інструменталіст. Відомий перш за все як засновник, лідер і автор майже усіх пісень британського рок-гурту The Who.
Таунсенд також є одним із співавторів газетних і журнальних статей, оглядів книг, нарисів і сценаріїв. Він займає 3-є місце у списку «найкращих гітаристів» Дейва Марша в The New Book of Rock Lists і 10 місце у списку «50 найкращих гітаристів» за версією сайту Gibson.com, а також 10 місце у списку «100 найкращих гітаристів усіх часів» журналу Rolling Stone.

## Молодість
Пітер Денніс Блендфорд Таунсенд народився 19 травня 1945 року у Чизіку, західному передмісті Лондона. Він походив з музичної сім'ї: його батько Кліфф Таунсенд був професійним альт-саксофоністом в оркестрі The Squadronaires Королівських ВПС Великої Британії, а його мати Бетті (уроджена Денніс) була співачкою у оркестрах Sydney Torch і Les Douglass.
У Таунсенда не було багато друзів, тому він провів більшу частину свого дитинства за читанням пригодницьких романів, таких як Мандри Гуллівера і Острів скарбів. Він насолоджувався частими екскурсіями своє сім'ї морським узбережжям Англії і до острова Мен. Саме в одній з таких поїздок влітку 1956 року він неодноразово дивився фільм «Rock Around the Clock», що викликало його захоплення американським рок-н-ролом. Незабаром після цього він відвідав концерт Білла Хейлі в Лондоні, це був перший побачений Таунсендом концерт. У той час він не бачив себе як професійного музиканта; замість цього, він хотів стати журналістом.
Після здачі іспитів «Одинадцять Плюс» (11+), Таунсенд був зарахований в Acton High School в Ектоні. Його бабуся Емма купила Таунсенду його першу гітару на Різдво в 1956 році, це була недорога іспанська модель. Хоча його батько навчив його парі акордів, Таунсенд швидко навчився грати без знання нот. Невдовзі Таунсенд зі своїм шкільний приятелем Джоном Ентвіслом формує короткочасний трад-джаз гурт, the Confederates, вони разом давалм концерти у молодіжному клубі Конго біля Конгрегаціоналістської церкви, а також виконували кавери на композиції Стенлі Білка, Кенні Болла і Лонні Донегана.

## Особисте життя
Таунсенд неодноразово заявляв про свою бісексуальність. Таунсенд також заявив у біографії, що колись відчував сексуальний потяг до вокаліста «The Rolling Stones» Міка Джаггера.

## Дискографія

### Сольні альбоми
- Who Came First (1972)
- Rough Mix (1977) (з Ронні Лейн)
- Empty Glass (1980)
- All the Best Cowboys Have Chinese Eyes (1982)
- White City: A Novel (1985)
- The Iron Man: The Musical by Pete Townshend (1989)
- Psychoderelict (1993)

## Нагороди
- Brit Awards 1983 – Премія за життєві досягнення
- Премія «Тоні» 1993 – За найкращий саундтрек (музика & лірика) – The Who's Tommy
- Нагорода Греммі 1994 – Best Musical Show Album (as composer and lyricist of The Who's Tommy)
- Нагорода Греммі 2001 – Премія за життєві досягнення
- Нагорода Айвор Новелло 2001 – Премія за життєві досягнення [14]
- Почесний доктор Університету Західного Лондона, 2010
- Classic Album Award for Quadrophenia from the Classic Rock Roll of Honour Awards at The Roundhouse, 9 November 2011, London, England
- International Rock Awards 1991 - Man Of Rock[15]
- South Bank Show Award 2007 - Lifetime Achievement Award